# 中環軍營

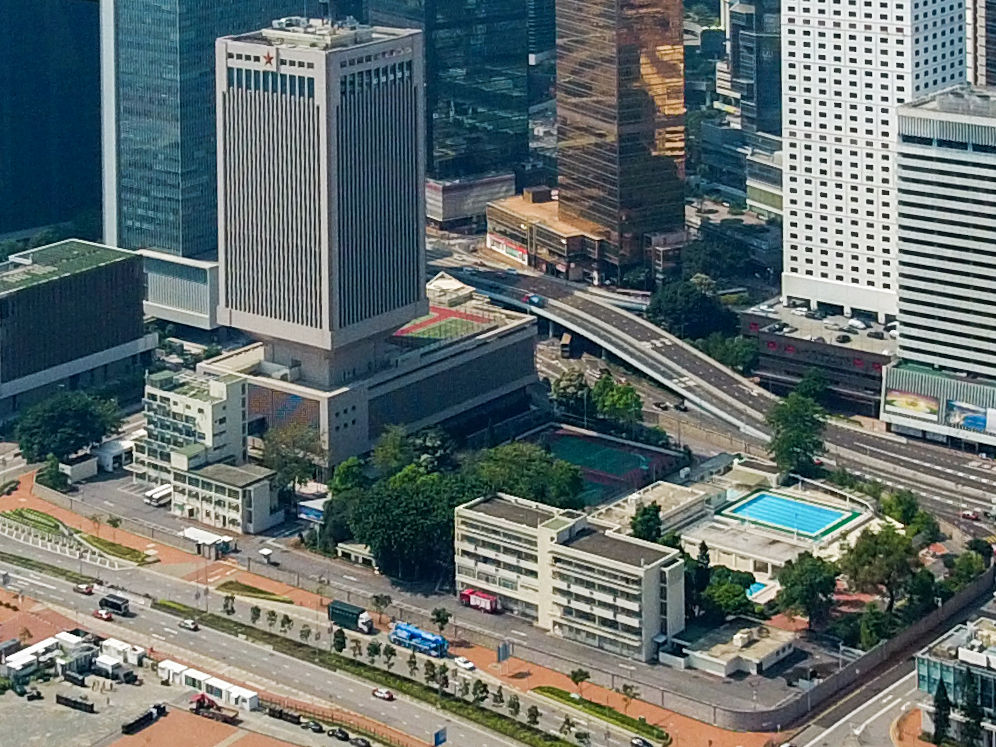
中環軍營

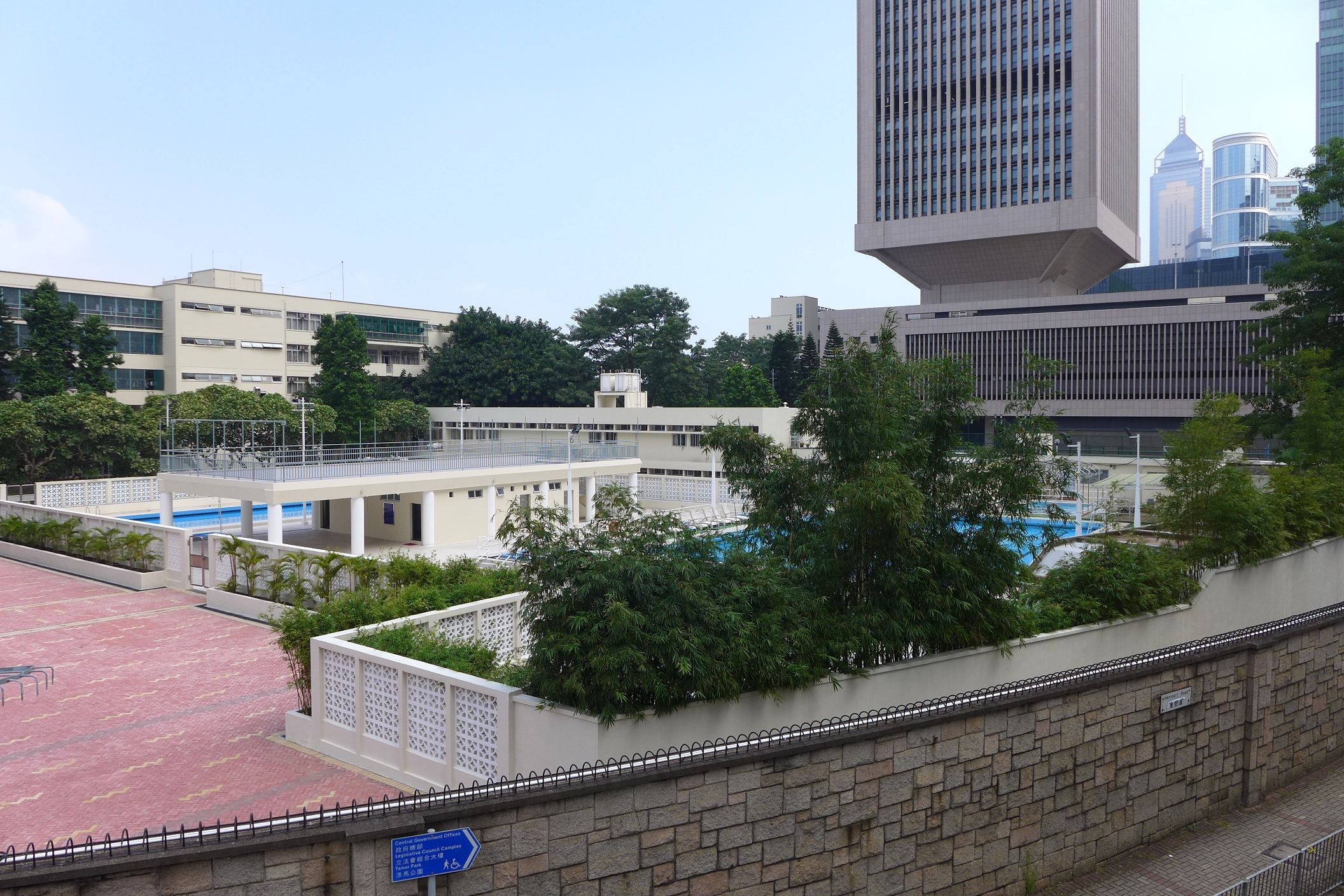
中環軍營內貌

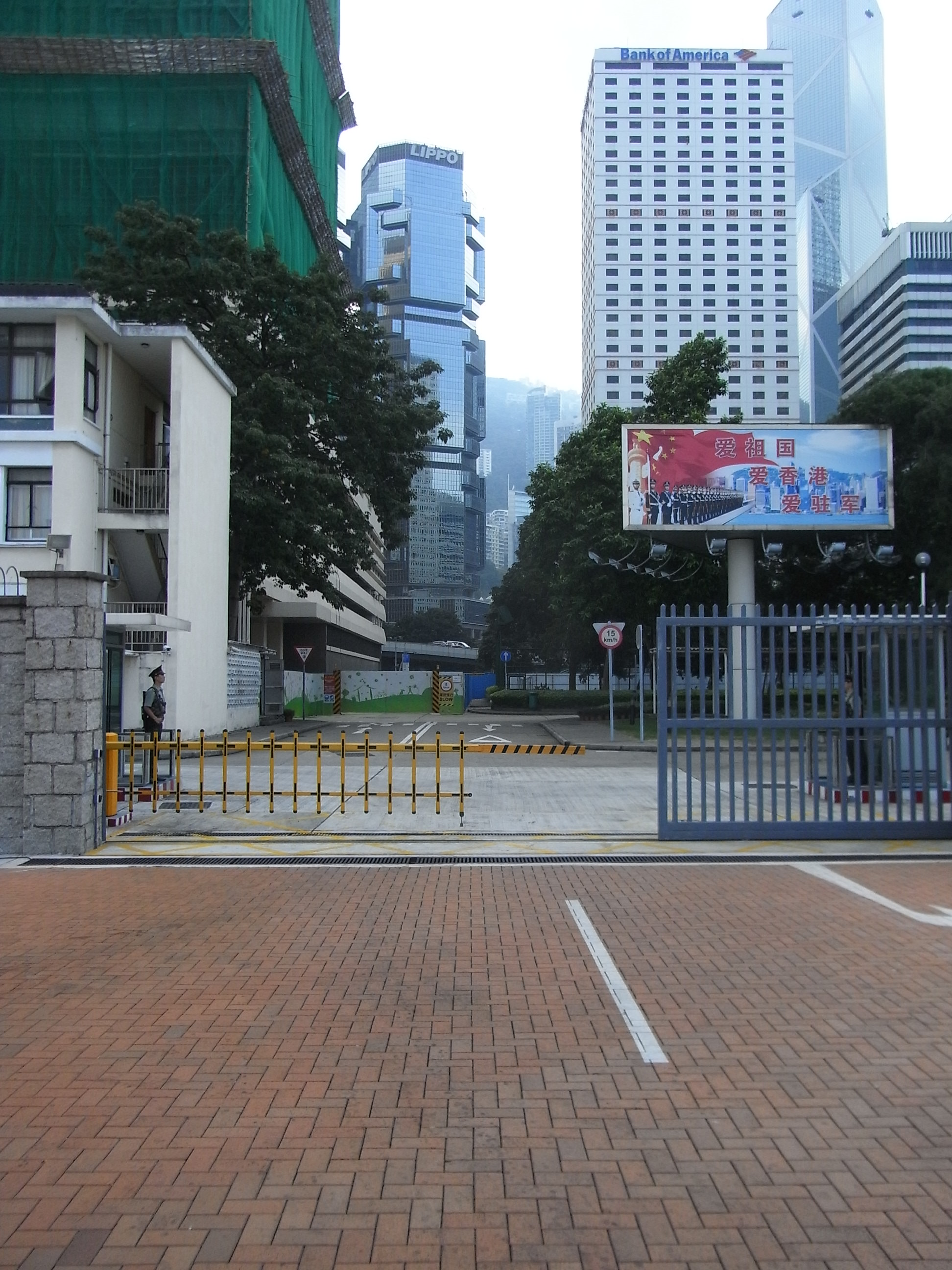
入口

中環軍營（英語：Central Barracks）是香港軍營之一，建於1960年代，位於香港島中區金鐘海旁，於香港回歸前稱為添馬艦海軍基地（shore station），是一個駐港英軍的海軍所在地，軍營亦稱威爾斯軍營或威爾斯親王軍營。現在是中國人民解放軍駐香港部隊的操場，附設中國人民解放軍駐香港部隊大廈（前稱威爾斯親王大廈）軍人宿舍及課室辦事處。
在香港回歸後，中環軍營的住戶以中國人民解放軍駐香港部隊軍人為主，平常嚴管出外。中環軍營入口24小時由武裝軍人值勤。
中環軍營於2012年7月開始展開為期約20個月的改善工程，為了配合需要，本來在中環軍營值勤及生活的大多數官兵遷往九龍昂船洲海軍基地。此次工程將會保持中環軍營原有的建築風格，並且強化軟件及硬件的建設，香港島現時的防務主要集中於赤柱軍營。

## 鄰近
- 遠東金融中心
- 龍和道

## 相關
- 中國人民解放軍駐香港部隊大廈 （威爾斯親王大廈）
- 中區軍用碼頭
- 添馬艦海軍基地